# Žľab
Žľab – dolina w Niżnych Tatrach na Słowacji będąca orograficznie prawym odgałęzieniem doliny Štiavnička.
Žľab ma wylot na wysokości około 650 m n.p.m. w północnej części wsi Mýto pod Ďumbierom przy drodze krajowej nr 72 z Brezna do Kráľovej Lehoty. Pnie się w górę początkowo w kierunku północnym, potem północno-zachodnim, wcinając się między dwa grzbiety na jakie rozdziela się południowy koniec grzbietu Veľký Gápeľ. Dnem doliny spływa potok uchodzący do Štiavnički.
Słowackie słowo žľab po polsku oznacza żleb. Istotnie, górna część doliny ma charakteru porośniętego lasem żlebu. Dolna część jest mniej stroma i częściowo bezleśna – są to pastwiska i łąki wsi Mýto pod Ďumbierom. Na lewych zboczach znajduje się kilka domów tej miejscowości.

## Turystyka
Dolną częścią doliny prowadzi szlak turystyczny łączący ją z sąsiednią na zachód Bystrą doliną.
  odcinek: Mýto pod Ďumbierom – Žľab – Stupka (Bystrá dolina). Odległość 4,1 km, suma podejść 255 m, suma zejść 230 m, czas przejścia 1,25 h (z powrotem 1,20 h).